# Andrzej Radomski
Andrzej Antoni Radomski (Koszalin, 30 de noviembre de 1961) es un deportista polaco que compitió en lucha libre. Ganó una medalla de plata en el Campeonato Europeo de Lucha de 1990, en la categoría de 100 kg.
Participó en los Juegos Olímpicos de Barcelona, ocupando el quinto lugar en la categoría de 100 kg.

## Palmarés internacional
| Campeonato Europeo | Campeonato Europeo | Campeonato Europeo | Campeonato Europeo |
| Año                | Lugar              | Medalla            | Categoría          |
| ------------------ | ------------------ | ------------------ | ------------------ |
| 1990               | Poznań (Polonia)   | Medalla de plata   | 100 kg             |